# Distrito de Boquerón
El distrito de Boquerón es una de las  14 divisiones políticas que conforma la provincia de Chiriquí, situado en la República de Panamá.

## Historia
Boquerón toma su nombre de los aborígenes que habitaban el norte de Santiago de Alanje. Las primeras referencias se remontan a 1736, escritas por el obispo de Panamá Pedro Morcillo y Auñon, quien mencionó que el Pueblo y Doctrina de Boquerón estaba poblado por 50 personas. El emplazamiento actual se dio el 24 de agosto de  1787 por la administración eclesiástica de Miguel Moreno y Ollo y el gobernador Matías González Candanedo. San Miguel Arcángel fue designado santo patrono, para unificar las tribus de indios dagábalos y boquerones.
Según el censo de 1774 la población de Boquerón era de 576 habitantes en su mayoría indígenas. La población aumentó por la importancia de Boquerón en la ruta terrestre entre Panamá y Costa Rica. El 26 de mayo de 1849, mediante solicitud de José de Obaldía, la cámara de representantes de la Nueva Granada creó por la ley 62 la provincia de Chiriquí integrada por nueve distritos, incluyendo Boquerón.
En 1908 el maestro Francisco Cozarelli dirigió la primera escuela de varones. En 1917 se creó el juzgado, la personería, consejo municipal y la oficina de correos y telégrafos. En 1939 se estableció el servicio de luz eléctrica a la comunidad de Boquerón.

## División político-administrativa
Está conformado por ocho corregimientos:
- Boquerón
- Bágala
- Cordillera
- Guabal
- Guayabal
- Paraíso
- Pedregal
- Tijeras

Estos a su vez están sub divididos en diferentes comunidades:
Bágala: Cerro Cabuya, Cerro Colorado, Bágala y Ojo de Agua.
Boquerón: Boquerón Viejo, Boquerón Cabecera, La meseta y Macáno.
Cordillera: Cordillera y los Naranjos.
Guabal: Bonilla, Guabal, Aguacate y Las Huacas.
Guayabal: Las Monjas, Santa Rita, Bocalatún, Macano Arriba, Barrio Lindo y Guayabal.
Paraíso: Paraíso y Santa Marta.
Pedregal: La Victoria, La Guinea, Varital y Pedregalito.
Tijeras: Caímito, Tijeras Centro, Mata Gorda, Varital Este, Sitio Lázaro, La Esperanza.

## Geografía
El Distrito de Boquerón limita:
- Al norte con: el Distrito de Tierras Altas.
- Al sur con: el Distrito de Alanje.
- Al este con: los Distritos David y Dolega.
- Al oeste con: los distritos de Bugaba y Tierras Altas

Boquerón comparte el volcán Barú (mayor elevación de Panamá) con los distritos de Boquete y el de Tierras Altas.

## Economía
La fertilidad de su tierra, sus distintos climas y abundantes fuentes de agua, desde su creación como distrito, hizo de la agricultura y ganadería su principal actividad económica.
Boquerón cuenta con la presencia de la compañía de Lácteos más grande del país (Estrella Azul), minería no metálica, hidroeléctricas, comercios al por menor, subastas ganaderas, procesadoras de alimentos para animales y pronto[¿cuándo?] contará con un moderno matadero en el corregimiento de Boquerón que será una empresa de asociación público-privada[cita requerida] a entre el Municipio de Boquerón y Caisa, que traerá empleo y muchos beneficios directos e indirectos al distrito.

## La tierra de la perla verde
Boquerón también es conocido por el nombre de la Tierra de la Perla Verde[cita requerida], debido a que es el lugar con mayor producción de guandú del país, reconocido entre todos por su sabor y aroma.[cita requerida] Los corregimientos donde se encuentra mayor producción  son: Boquerón, Pedregal,Guayabal y Tijeras.

## Atractivos
Por su privilegiada posición geográfica entre las montañas, Boquerón cuenta con un agradable clima templado en sus Tierras Altas, entre sus joyas naturales podemos mencionar el Chorro Blanco, Cascada el trueno y el Cañón de Macho de Monte y el agradable clima de Cordillera y Paraíso.

### Chorro Blanco
Chorro Blanco, es sin duda una de las fuentes naturales con el agua cristalina más pura del mundo,[cita requerida] aseguran los expertos,[¿quién?] y se ubica en las montañas existentes del distrito de Boquerón, específicamente en las faldas del Volcán Barú.
Este sitio turístico, se ha convertido en uno de los más visitados en los últimos diez años, sobre todo por la cantidad de paisajes naturales que se pueden disfrutar a través de la travesía.
El chorro que hoy día es visitado, por miles de personas, ha sufrido cambios positivos que no se deben pasar por alto, y es entonces cuando la problemática de agua que actualmente azota los corregimientos del distrito de Boquerón, obliga a un grupo de moradores a pensar que un simple chorro de agua sería la alternativa más viable para solucionar esta situación.
De allí en adelante la historia dio un giro de 360 grados y Chorro Blanco deja de ser un lugar turístico, para convertirse en centro de atracción social, porque es sin duda la solución concreta a los problemas del agua en este sector.
La lucha para conseguir un proyecto de acueducto crecía notablemente, como también la población y esto aumentaba la problemática existente, y se inicia desde 1,980 una lucha constante, por convertir ese gran chorro en un proyecto de acueducto para beneficio de las comunidades que día con día carecen del vital líquido.

### Cascada el Trueno
La zona de Cordillera es conocida por los campos de ganadería. Principalmente es de donde viene la leche que se consume en Panamá.[cita requerida]  Por esta razón este sendero es una joya que preserva un oasis con muchas plantas y animales hermosos.
Este lugar se encuentra en un cañón excabado por el Río Bregue.
El río Bregue forma esta cascada que tiene una altura aproximada de 4 pisos de altura (12 metros). Al caer el agua forma un rugido fuerte y de allí viene el nombre de "Trueno".[cita requerida]

### Cañón Macho de Monte
Ubicado en el Corregimiento de Cordillera el río Macho de Monte es el cordón limítrofe con Tierras Altas.
El agua es impresionantemente cristalina, además que es un destino moderadamente extremo. 
Para llegar al final del cañón se debe seguir el cauce del río, utilizar sogas en varios puntos y finalmente, saltar una cascada, en este se encuentra una piscina natural con belleza sin igual.